# فلبوس مهمازي
فلبوس مهمازي (الاسم العلمي: Phyllobius calcaratus) هو نوع من الحشرات يتبع جنس الفلبوس من فصيلة السوسية الحقيقية.